# بسام الراوي
بسام هشام الراوي (16 ديسمبر 1997- ) لاعب كرة قدم قطري من أصل عراقي يلعب لصالح نادي الدحيل في دوري نجوم قطر.

## حياته
ولد في العاصمة العراقية بغداد لأسرة عراقية أصلها من قضاء راوة محافظة الأنبار والده لاعب كرة القدم الأسبق هشام الراوي وشقيقه لاعب كرة القدم عمار الراوي وأحمد الراوي إنتقل عام 2006 إلى سوريا وعام 2007 لدولة قطر. وبدأ ممارسة كرة القدم فيها، أكمل دراسته في مدارس قطر ثم في أكاديمية أسباير وساهم نادي الريان ثم احترافه

### حصوله على الجنسية القطرية
حصل على الجنسية القطرية في 18 فبراير 2017
في فبراير 2019 طالب اتحاد الكرة لجنة الانضباط بالاتحاد الآسيوي، بضرورة حسم شكواه على عدم قانونية مشاركة اثنين من لاعبي قطر خلال مباراة الفريقين سوياً في الدور نصف النهائي، منهم المدافع بسام الراوي (21 عاماً)، المولود في العراق، قبل إقامة المباراة النهائية للبطولة، والتي جرت بين اليابان وقطر، تطبيقاً للمساواة والعدالة الناجزة، ومنح كل طرف حقه، وترسيخاً لمبدأ العدالة وقد تسلم الاتحاد الآسيوي رسمياً المستندات التي كانت بحوزة الاتحاد الإماراتي، وتحمل أوراقاً ثبوتية مصدرها السلطات الرسمية في العراق والسودان، وتثبت أن والدة ووالد وجدود اللاعبين بسام الراوي والمعز علي، من مواليد العراق والسودان، ولم يولدوا في قطر، ولا توجد قرابة «دم» لأي أسرة من الأسر القطرية، وفق ما استندت عليه الدوحة لتجنيس اللاعبين بالجنسية القطرية عبر «جواز المهمة»، الذي تم تقديمه لـ«الفيفا»، للحصول على إذن مشاركة تلك المواهب بقميص المنتخب القطري، في كأس آسيا، ضمن خطة أنفق عليها المليارات عن طريق أكاديمية إسباير للبحث عن المواهب والتقاطها من مختلف دول العالم ومنحها الجنسية بعد شرائها من أولياء أمورهم. .

## مسيرته المهنية
كان يمثل نادي الريان في الفئات السنية وأعاره الريان إلى نادي سلتا فيغو الإسباني في عام 2015 و نادي يوبين البلجيكي عام 2016 وعاد في عام 2017 إلى نادي الريان.بعد عودته لم يلعب معهم وانتقل إلى نادي الدحيل ومن ثم أصبح لاعبا في المنتخب الوطني القطري لكرة القدم

## إثارة الجدل
انتقدته الجماهير العراقية بعد تسجيله هدفا في مرمى المنتخب العراقي وإقصائه للمنتخب، وشهد احتفال بسام بهدفه على منتخب العراق، ردود أفعال عراقية رافضة على مواقع التواصل الاجتماعي، وشن ناشطون حملة ضد الصفحات الخاصة باللاعب، ووصفت احتفاله بـ «الاستفزازي رد والده، اللاعب السابق هشام علي قائلا:

أما بسام فرد قائلا:

## روابط خارجية
- بسام الراوي على موقع الاتحاد الأوربي (الإنجليزية)
- بسام الراوي على موقع قاعدة بيانات كرة القدم.إي يو (الإنجليزية)
- بسام الراوي على موقع ناشيونال فوتبول تيمز (الإنجليزية)
- بسام الراوي على موقع Soccerway.com (الإنجليزية)
- بسام الراوي على موقع عالم كرة القدم.نت (الإنجليزية)